# A Monteira (periódico)
A Monteira fue un semanario gallego en gallego que apareció entre 1889 y 1890 en Lugo, dirigido por Amador Montenegro Saavedra. El primer número apareció el 5 de octubre de 1889. Los 65 números que se publicaron en su poco más de un año de vida tenía una media de ocho páginas. Quizá el evento más significativo de su corta existencia fue que, en su número 35, en mayo de 1890, se publicó el poema cuyas primeras estrofas se convertirían en la letra del himno gallego, Os Pinos, de Eduardo Pondal.
- Datos: Q11481549